# Sint-Franciscus Xaveriuskerk (Enkhuizen)
De Sint-Franciscus Xaveriuskerk is een gebouw in de stad Enkhuizen, tot eind 2012 een rooms-katholiek kerkgebouw, aan de Westerstraat 107.

## Geschiedenis
De kerk is gebouwd op de plaats van een vroegere schuilkerk, die werd bediend door paters Jezuïeten. Zij wijdden de kerk aan de heilige Franciscus Xaverius, een van de stichters van de orde. De nieuwe kerk werd in 1905 gebouwd. Architect Nicolaas Molenaar sr. ontwierp een driebeukige kerk in neogotische stijl. In de jaren 1929/'30 werd de kerk vergroot en werd de toren bijgebouwd door zijn zoon Nicolaas Molenaar jr.. In 1989 was er sprake van dat de toren gesloopt zou worden. De voorgenomen sloop kon voorkomen worden. In 1991 werd de toren gerestaureerd. Ter herinnering aan de restauratie van 1991 is een gevelplastiek aangebracht.
Binnen wordt de kerk overdekt door beschilderde kruisribgewelven. Op deze gewelven zijn schilderingen aangebracht met voorstellingen van de werken van barmhartigheid. De kerk bezit een neogotisch Maria-altaar met een voorstelling van het offer van Abraham. Een afbeelding van de kruisiging Christus tussen twee moordenaars op Golgotha hangt boven de ingang van de kerk.
In de kerk stond een 18e-eeuws eikenhouten doopvont in barokke stijl. Het doopvont heeft de vorm van een wereldbol, met daarnaast de figuren van Adam en Eva die uit het paradijs worden verdreven. Boven hen aan de ene kant een engel met een vlammend zwaard en aan de andere kant een vredesengel. Boven de wereldbol bevindt zich een schildering van de gekruisigde Christus. Het doopvont is een rijksmonument.

## Gebreken en verhuizing
In 2012 werd ontdekt dat het kerkgebouw lijdt aan gebreken en noodgewongen de deuren moet sluiten. Dus moest de parochie op zoek naar een nieuw gebouw. Er werd aanvankelijk een principe-overeenkomst gesloten met de stichting Westerkerk voor een kerkelijk centrum in de Westerkerk, maar dat vond geen doorgang. In 2015 werd het voormalige gebouw van de Openbare Bibliotheek aan het Kwakerspad gekocht en in december 2015 in gebruik genomen als kerk. Inmiddels is het bisdom Haarlem-Amsterdam voornemens om de nieuwe kerk in de oude bibliotheek over enige jaren te sluiten vanwege de steeds verder dalende kerkgang in West Friesland Zuid Oost. De katholieken van de stad Enkhuizen worden dan verwezen naar de Sint Martinuskerk in het nabij gelegen dorp Bovenkarspel.
Bij bisschoppelijk decreet van 1 juni 2018 is het kerkgebouw per 1 juli 2018 officieel aan de eredienst onttrokken.

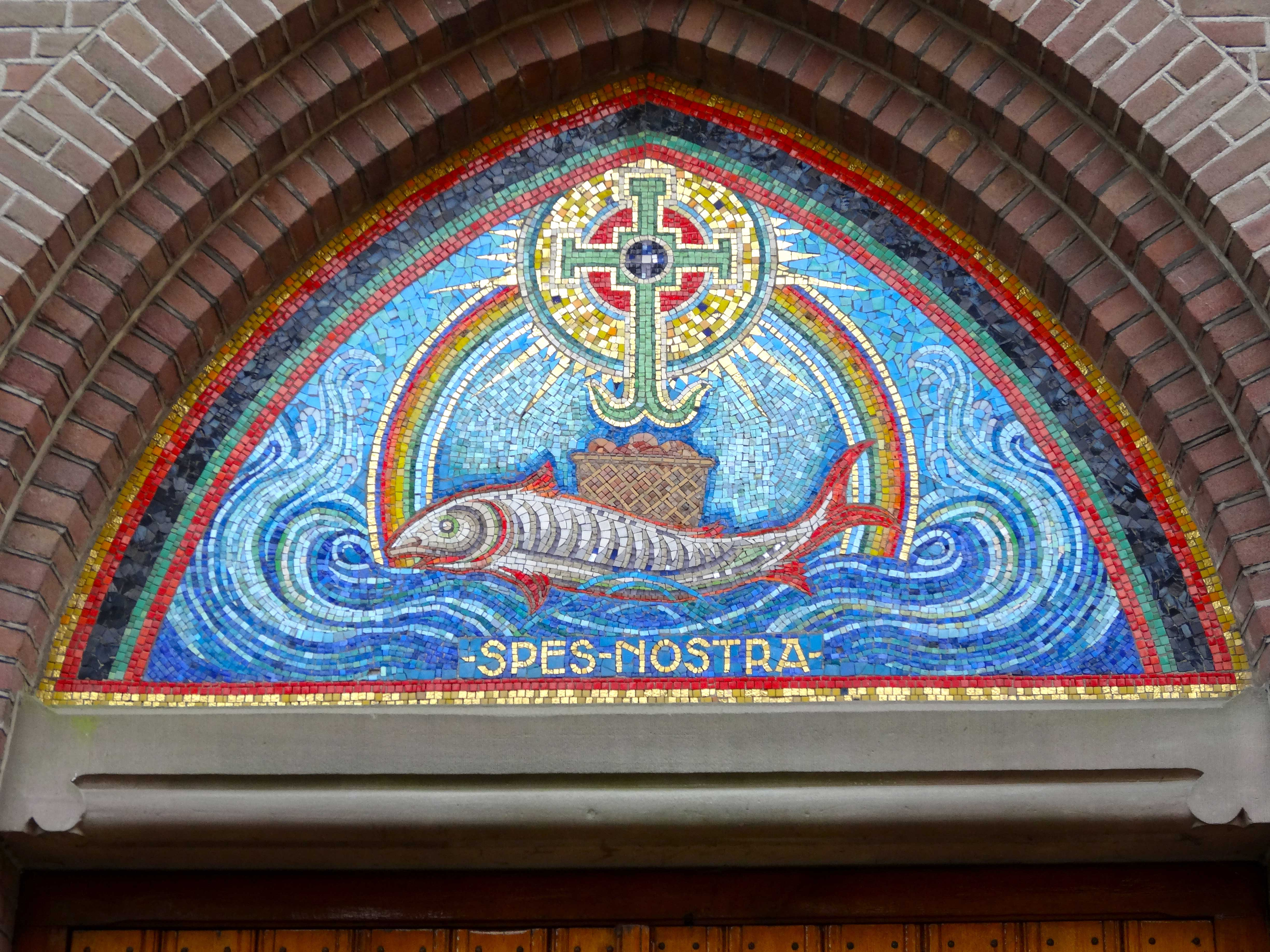
Reliëf boven de ingang
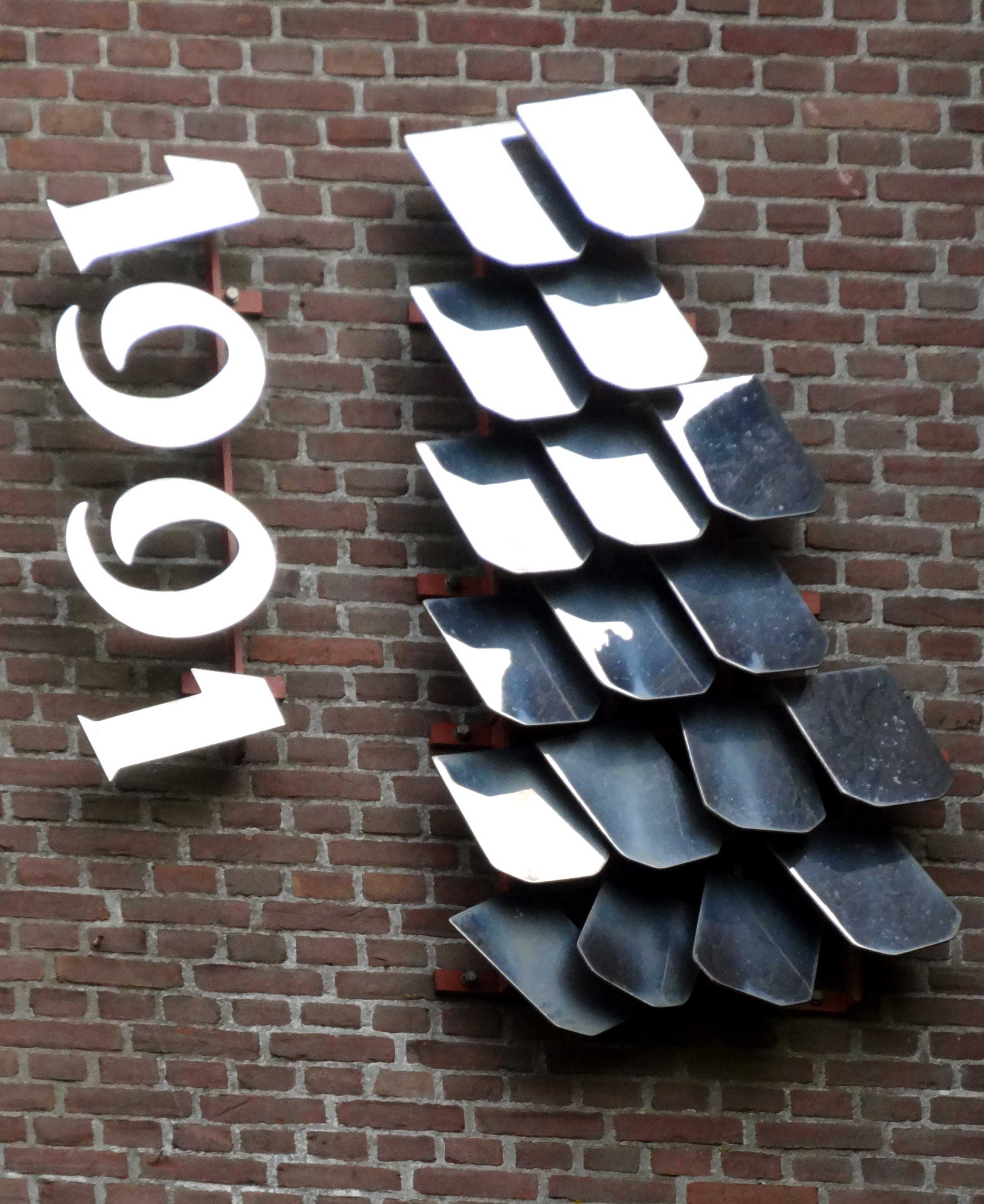
Gevelplastiek
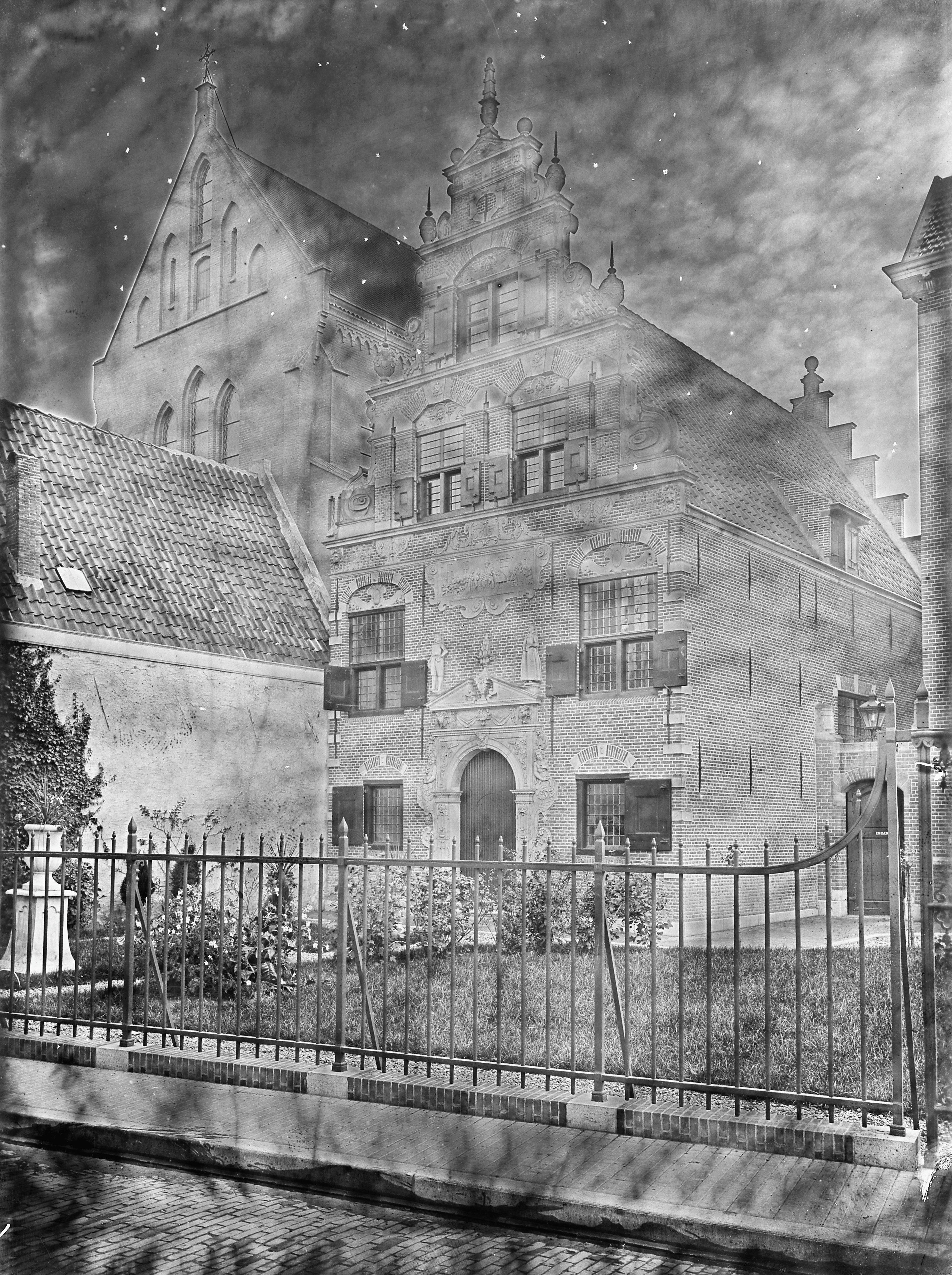
Foto uit 1911 van het weeshuis naast de kerk. Linksboven is de kerk te zien, die dan nog geen toren heeft.